# نيد س. هيل
نيد س. هيل (بالإنجليزية: Ned C. Hill)‏ هو كاتب أمريكي، ولد في 1945.